# Peperomia pseudorhombea
Peperomia pseudorhombea är en pepparväxtart som beskrevs av C. Dc.. Peperomia pseudorhombea ingår i släktet peperomior, och familjen pepparväxter. Inga underarter finns listade i Catalogue of Life.